# 미나미 잇세이
미나미 잇세이(일본어:  南 一誠, 1952년 10월 19일 ~ )는 일본의 가수로, 히로시마현 히가시히로시마시 아키쓰정 출신다.